# Ascotis imparata
Ascotis imparata är en fjärilsart som beskrevs av Walker 1888. Ascotis imparata ingår i släktet Ascotis och familjen mätare. Inga underarter finns listade i Catalogue of Life.